# Cronograf (ceas)

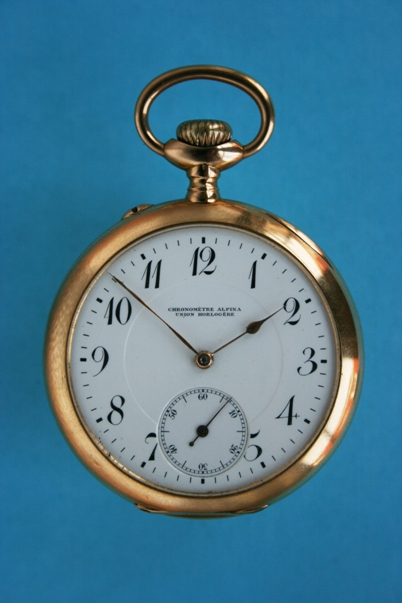
Cronograf

Cronograf este un ceas capabil să indice ora exactă și să funcționeze ca un cronometru simultan. Este un aparat automat de precizie, prevăzut cu un mecanism de ceasornic, care înregistrează începutul și sfârșitul unei acțiuni sau al unui fenomen în desfășurare, folosit în fizică, în aviație, în sport.